# Waterpolo en los Juegos Olímpicos de Tokio 2020
El waterpolo en los Juegos Olímpicos de Tokio 2020 se realizó en el Centro Acuático Internacional de Tatsumi en Tokio del 24 de julio al 8 de agosto de 2021.
Fueron disputados en este deporte dos torneos diferentes, el masculino y el femenino.

## Clasificación

### Torneo masculino
| Competición              | Fecha                      | Sede                       | Plazas | Equipos clasificados      |
| ------------------------ | -------------------------- | -------------------------- | ------ | ------------------------- |
| País anfitrión           | –                          | –                          | 1      | Japón                     |
| Final de la Liga Mundial | 18 – 23 de junio de 2019   | Belgrado ( Serbia)         | 1      | Serbia                    |
| Campeonato Mundial       | 15 – 27 de julio de 2019   | Gwangju ( Corea del Sur)   | 2      | Italia España             |
| Juegos Panamericanos     | 4 – 10 de agosto de 2019   | Lima · ( Perú)             | 1      | Estados Unidos            |
| Campeonato Europeo       | 14 – 26 de enero de 2020   | Budapest · ( Hungría)      | 1      | Hungría                   |
| Asia                     | –                          | –                          | 1      | Kazajistán                |
| Oceanía                  | –                          | –                          | 1      | Australia                 |
| África                   | –                          | –                          | 1      | Sudáfrica                 |
| Torneo Preolímpico       | 14 – 21 de febrero de 2021 | Róterdam · ( Países Bajos) | 3      | Montenegro Grecia Croacia |
| TOTAL                    |                            |                            | 12     | 12                        |

1. ↑  12 selecciones participantes, divididas en dos grupos:
Grupo A –  Montenegro,  Grecia,  Georgia,  Canadá,  Brasil y  Turquía.
 Grupo B –  Rusia,  Croacia,  Francia,  Países Bajos,  Rumanía y  Alemania.

### Torneo femenino
| Competición              | Fecha                    | Sede                     | Plazas | Equipos clasificados |
| ------------------------ | ------------------------ | ------------------------ | ------ | -------------------- |
| País anfitrión           | –                        | –                        | 1      | Japón                |
| Final de la Liga Mundial | 4 – 9 de junio de 2019   | Budapest · ( Hungría)    | 1      | Estados Unidos       |
| Campeonato Mundial       | 14 – 26 de julio de 2019 | Gwangju ( Corea del Sur) | 1      | España               |
| Juegos Panamericanos     | 4 – 10 de agosto de 2019 | Lima · ( Perú)           | 1      | Canadá               |
| Campeonato Europeo       | 12 – 25 de enero de 2020 | Budapest · ( Hungría)    | 1      | Rusia                |
| Asia                     | –                        | –                        | 1      | China                |
| Oceanía                  | –                        | –                        | 1      | Australia            |
| África                   | –                        | –                        | 1      | Sudáfrica            |
| Torneo Preolímpico       | 19 – 24 de enero de 2021 | Trieste · ( Italia)      | 2      | Hungría Países Bajos |
| TOTAL                    |                          |                          | 10     | 10                   |

1. ↑  8 selecciones participantes, divididas en dos grupos:
Grupo A –  Países Bajos,  Italia,  Francia y  Eslovaquia.
Grupo B –   Grecia,  Hungría,  Israel y  Kazajistán.

## Medallistas
| Evento                  | Oro | Plata | Bronce |
| ----------------------- | --- | --- | --- |
| Masculino (8 de agosto) | Serbia · Milan Aleksić · Nikola Dedović · Filip Filipović · Nikola Jakšić · Đorđe Lazić · Dušan Mandić · Branislav Mitrović · Stefan Mitrović · Duško Pijetlović · Gojko Pijetlović · Andrija Prlainović · Sava Ranđelović · Strahinja Rašović             | Grecia · Stylianos Argyropoulos · Georgios Dervisis · Ioannis Fountoulis · Konstantinos Galanidis · Konstantinos Genidounias · Konstantinos Gkiouvetsis · Marios Kapotsis · Christodoulos Kolomvos · Konstantinos Mourikis · Alexandros Papanastasiou · Dimitrios Skoumpakis · Angelos Vlachopoulos · Emmanouil Zerdevas | Hungría · Dániel Angyal · Balázs Erdélyi · Balázs Hárai · Norbert Hosnyánszky · Szilárd Jansik · Krisztián Manhercz · Tamás Mezei · Viktor Nagy · Mátyás Pásztor · Márton Vámos · Dénes Varga · Soma Vogel · Gergő Zalánki        |
| Femenino (7 de agosto)  | Estados Unidos · Rachel Fattal · Aria Fischer · Makenzie Fischer · Kaleigh Gilchrist · Stephania Haralabidis · Paige Hauschild · Ashleigh Johnson · Amanda Longan · Maddie Musselman · Jamie Neushul · Melissa Seidemann · Maggie Steffens · Alys Williams | España · Marta Bach · Anni Espar · Clara Espar · Laura Ester · Judith Forca · Maica García · Irene González · Paula Leitón · Beatriz Ortiz · Pili Peña · Elena Ruiz · Elena Sánchez · Roser Tarragó | Hungría · Edina Gangl · Krisztina Garda · Gréta Gurisatti · Anikó Gyöngyössy · Anna Illés · Rita Keszthelyi · Dóra Leimeter · Alda Magyari · Rebecca Parkes · Nataša Rybanská · Dorottya Szilágyi · Gabriella Szűcs · Vanda Vályi |

## Medallero
| Núm. | País           | Oro | Plata | Bronce | Total |
| ---- | -------------- | --- | ----- | ------ | ----- |
| 1    | Estados Unidos | 1   | 0     | 0      | 1     |
| 1    | Serbia         | 1   | 0     | 0      | 1     |
| 3    | España         | 0   | 1     | 0      | 1     |
| 3    | Grecia         | 0   | 1     | 0      | 1     |
| 5    | Hungría        | 0   | 0     | 2      | 2     |
|      | TOTAL          | 2   | 2     | 2      | 6     |